# SU-76
SU-76（СУ-76）是蘇聯于第二次世界大戰時生產的輕型自走砲（突击炮）。

## 開發及設計

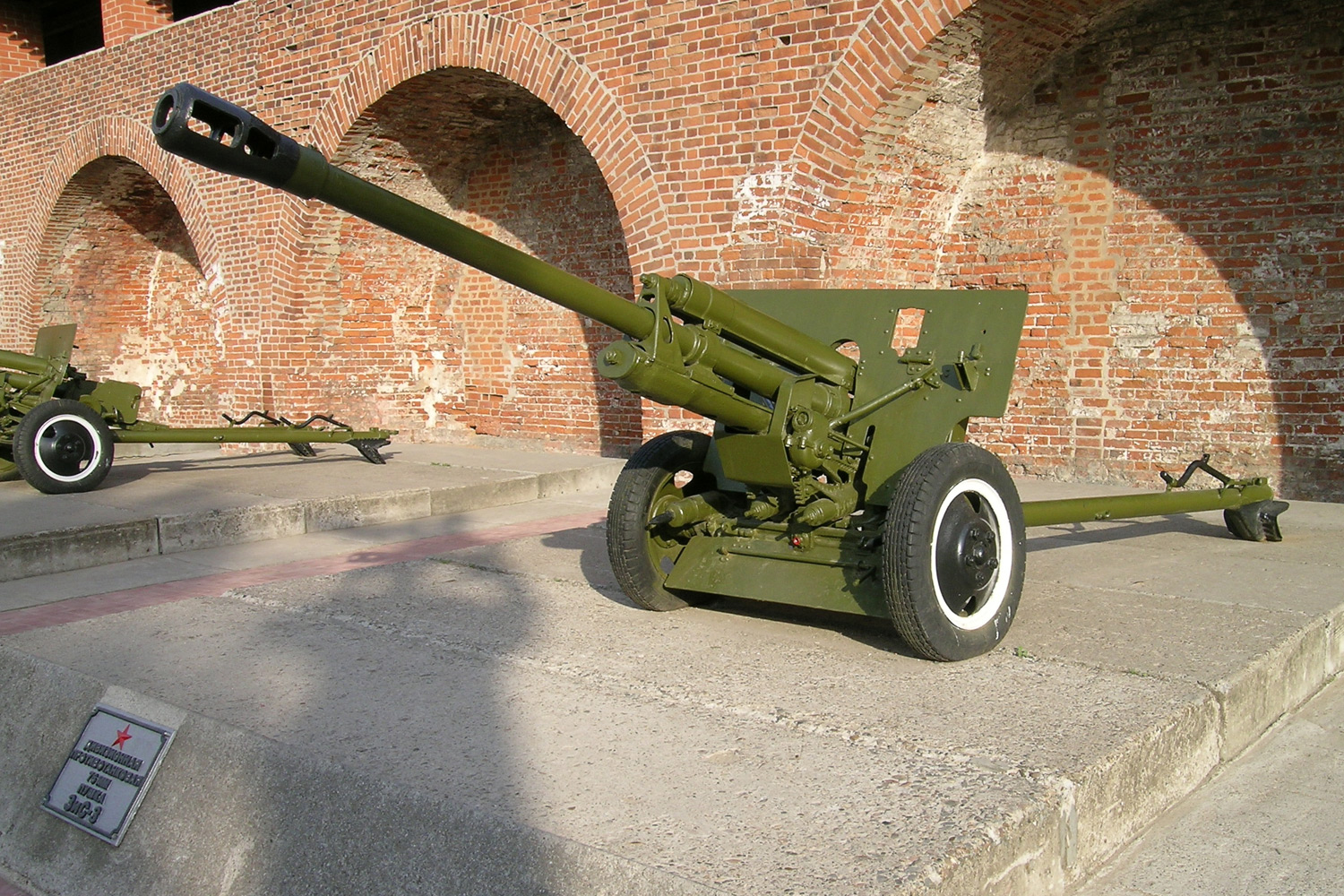
76mm ZiS-3 野战炮

1942年10月19日，國防委員會发布了第2429号命令，要求GAZ工厂和位于基洛夫市的第38工厂研发一种轻型自行火炮，装备有76.2mm的ZIS-3型火炮，底盘和引擎将基于T-70坦克，增加整车的长度和一对负重轮。1942年11月，两个工厂拿出了他们的设计车型，GAZ工厂的设计车型定名为GAZ-71，第38工厂的定名为SU-12。1942年12月9日，经过比较测试，GAZ-71被认为不适合当时的战争状况，不可靠，所以被取消了。而SU-12方案则被接受了，并正式定名为“SU-76自行突击炮”，1943年1月1日开始批量生产。1943年1月底，以SU-76自行突击炮建立了两个自行火炮团并投入战斗。
SU-76與T-70坦克相同的前装甲仅有35毫米厚。SU-76共有三個主要區域。前方為駕駛艙。駕駛員坐在車身左方，其右邊為變速器。駕駛員前方的裝甲上開有附的窺視孔進出艙門。駕駛艙后為與T-70坦克相同的两台纵向布置的GAZ-202型六缸汽油机，总功率140马力（原為GAZ汽車廠（页面存档备份，存于）的卡車引擎）。引擎艙后為戰鬥艙，安裝一門ZiS-3加农炮。战斗室空间宽敞，使操作较为便利，在训练有素的成员操作下，最高射速可达20发/分。携带62发炮弹。

## 型號
1943年，SU-76产量达到1908辆。1944年，达到7155辆。1945年，为2966辆。从1942年12月到1945年6月一共生产了14292辆Su-76系列，其中包括360辆Su-76原型和13932辆Su-76M。生产厂包括第30工厂、第40工厂、GAZ工厂。

### SU-12
最早的一批SU-76于1942年12月完成，被命名為SU-12。這款SU-76的兩個引擎獨立經由兩個傳動系統，分別驅動兩條履帶。兩個傳動系統並不同步，使駕駛十分困難且容易發生故障。戰鬥艙被裝甲板完全包覆，防禦較全面。戰鬥艙正後方有進出艙門。但通風裝置效能一般，車內空氣混濁，尤其是在發射數發炮彈后。SU-12並不成功，1943年3月21日，SU-76(SU-12)在生产了350辆之后被迫停产。

### SU-76M
1943年5月17日，改进过的SU-76M进入测试阶段，并于同年6月开始制造。此乃主要生產型號。駕駛艙後兩個引擎串聯，被安裝在車身中央偏右。吸取了SU-12的教訓，SU-76M兩個引擎的傳動是同步的。SU-76M戰鬥艙不像SU-12般密封，戰鬥艙正後方沒有裝甲板，加強通風以解決車內空氣混濁問題。無頂蓋設計也帶來良好的視野，以及容易與車外步兵部隊交流的方便。但這樣也使SU-76的乘員極易被手榴彈等小型武器殺傷。東歐嚴寒的冬季等惡劣天氣，使乘員搭載無頂蓋的SU-76在野外行軍時十分不適。

### ZSU-37
ZSU-37（页面存档备份，存于）是以SU-76改造的自行防空炮。安裝一門37mm M1939 (61-K)防空機炮的ZSU-37並沒有在二戰大量服役。

### SU-85/SU-85A/SU-85B
1943年9月，GAZ工廠將工夫轉向於改造該車。
第一項改裝非常令人印象深刻：主砲換成85毫米D-5S、前裝甲增至82毫米。因為主砲口徑加大但戰鬥艙面積幾乎沒有改變而變得非常狹窄。這輛驅逐戰車被命名為SU-85，與基於T-34車體製造的驅逐戰車同名，最後因為推重比過低而取消。
1944年5月到9月，有另一項改裝：SU-85A。車體與SU-76M非常相似，裝上了85毫米火砲、TSh-15瞄準鏡、額外的路輪彈簧。該車在1945年1月做了更徹底的測試，結果顯示需要更高的開火穩定性、更高的引擎馬力和改善越野性能，隨後降低了重量以讓最高速度達到40公里/小時。
基於SU-85A的成功，SU-85B在1945年4月進入測試並通過。該車搭載更強力的引擎和有著砲口制退器的85毫米LB-2火砲，解決了先前的穩定性問題，更寬闊的戰鬥倉大大加強了射速，達到10發/分鐘。不幸的是，最後因為在要量產LB-2火砲時遇到問題，計畫被拖延至戰爭結束。

## 實戰應用

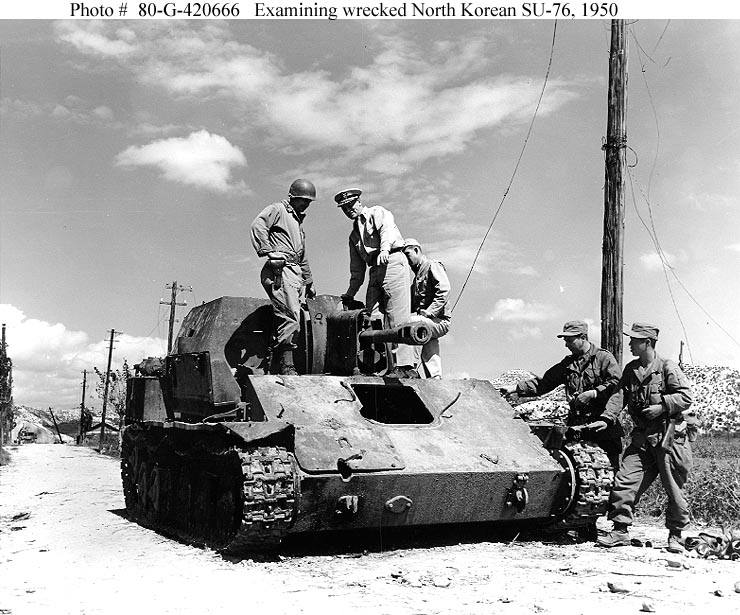
韓戰中被擊毀的SU-76

SU-76如同同期其他的蘇聯突擊炮，功能頗為全面。ZiS-3火炮可以使用穿甲彈，高爆彈，燃燒彈及高爆反坦克彈等多種彈藥，使SU-76可兼顧戰場上多種角色。
1943年，SU-76被编入混合自行火炮团，该团辖8辆SU-76，8辆SU-122，任务是对坦克军或机械化军提供火力支援。1944年12月，近卫步兵师开始编制轻型自行火炮团，辖16辆SU-76，取代了原来的师属反坦克营。每一個機械化軍及坦克軍，均擁有一個由SU-76組成的輕突擊砲團。輕突擊砲團轄下4個輕擊砲連，共20至24輛SU-76。1945年6月，步兵师也增编轻型自行火炮团，辖16辆SU-76。
SU-76大部份時候發揮類似步兵坦克的角色，被用於提供直接火力支援或遠程砲兵支援。76mm榴彈炮可以有效對付步兵陣地，在巷戰中發揮重要作用。不過無頂蓋設計，薄弱的裝甲及防禦武器的缺少（例如沒有機槍）令SU-76前線部隊損失非常大。
用於遠程砲兵支援時，大仰角的火炮使最大的轟炸範圍可達17公里。這使得SU-76也可以被用作自走炮使用，但某些情況下76mm榴彈炮威力不足。
SU-76也活躍于反坦克作戰中。低矮的輪廓，低噪聲的汽油引擎及良好的機動性，使SU-76可以採取埋伏等戰術，接近敵方裝甲并集中攻擊其側翼及後方。ZiS-3火炮難以擊毀虎式坦克，但能對四號坦克及豹式坦克構成威脅。
SU-76重量較低（僅10噸），接地壓力也很低，令SU-76可以通過大部份的橋樑，以及路況惡劣的地形，例如沼澤地。這樣的特點使SU-76在巴格拉基昂行動和八月風暴行動等行動中，可以通過敵人以為裝甲部隊無法行軍的惡劣地形，輔助先遣部隊。
战争结束时，共有119个轻型自行火炮团和7个自行火炮旅装备了SU-76。
波兰人民军装备了130辆SU-76M。
朝鲜战争爆发时，朝鲜人民军拥有176辆SU-76M自行火炮，但由於數量有限及聯合國軍擁有制空權和良好的反坦克武器，韓戰中的SU-76戰果並不大。
中国人民解放军引进苏军编制，于1951-1954年购进SU-76M自行火炮912辆，主要装备步兵师属坦克自行火炮团。